# مجزرة الصنمين
مجزرة الصنمين هي مجزرة وقعت في يوم الجمعة 25 آذار\مارس 2011 على خلفية الاحتجاجات السورية 2011، ارتكبها مسلحون تقول المعارضة أنهم من قوَّات الأمن السورية بحق متظاهرين سلميين في مدينة الصنمين التابعة لمحافظة درعا، وراحَ ضحيتها أكثر من 20 قتيلاً، إلى جانب عشرات الجرحى 
.